# Mohammadou Idrissou
Mohammadou Idrissou (Yaoundé, 8 de março de 1980) é um futebolista camaronês que joga como atacante.

## Carreira
Idrissou representou o elenco da Seleção Camaronesa de Futebol no Campeonato Africano das Nações de 2010.

## Títulos

#### Camarões
- Copa das Confederações de 2003: Vice-campeão